# Balogh Ferenc (énekes)
Balogh Ferenc énekes, színész. Korábban a Bergendy-együttes szólóénekese, 1989 óta a Hit Gyülekezete énekese.

## Életútja
Tanulmányait a váci gépipari technikumban végezte, mellette zeneiskolában csellón, gitáron, és trombitán tanult. Énekelni Cseh Kató énektanárhoz járt, mint magántanuló. 
1980-ban a budapesti tehetségkutató versenyen figyelt fel rá a zsűriből Bergendy István, aki elhívta egy zenekari próbára; így lett a Bergendy-együttes szólóénekese.
Az ő szövegei, zenéi és előadói képessége hitelessé tették a már elkészült felvételeket is (Budai park blues, Nem az a baj, Rázd meg magad, Kréta szív stb.). 1981 már igazi rockzenét hozott az egész napos Hajógyári fesztiválra, ahol ők voltak a nyitózenekar. 1983 őszén elkezdték felvenni a Tánciskola első két részének anyagát, ami lemezen, televízió sorozatban és később videó kazettán is megjelent, Én táncolnék veled... címmel. Ebben a korszakban készült a Subidubi című lemez, valamint egy Bergendy buli című összeállítás a zenekar repertoárjából.
Hosszabb-rövidebb ideig tartó skandináv fellépések, német televíziós koprodukció Würzburgban, magyarországi turné, rádiós és televíziós felvételek (pl. Sebaj Tóbiás), Süsü a sárkány lemezek jellemzőek erre a zenei korszakára.
Szirtes Tamás felkérésére elvállalta a Madách Színházban a T. S. Eliot–Andrew Lloyd Webber: Macskák című musical egyik szerepét (Mefisztulész I), így a társulattal együtt részt vett a darab  magyarországi ősbemutatóján. A musicalben nyolc évig énekelt.
Több előadásban is énekelte a Jézus Krisztus Szupersztár musical főszerepét az Erkel Színházban, valamint közreműködött a Kaktusz virágában a Vidám Színpadon. A Magyar Rádió és Televízió, és az Magyar Állami Operaház Szimfonikus zenekarával lépett föl éveken keresztül. Szerepelt televíziós könnyűzenei műsorokban (Egymillió fontos hangjegy, Pulzus, Szervusz Szergej, Én táncolnék veled című sorozat, és a gyerekeknek szóló Süsü, a sárkány).
1986-ban fellépett az első magyar Interpop fesztiválon, ahol, az Egy rózsaszál című dalt énekelte barátja, Máté Péter emlékére, amellyel megnyerte az első díjat.
1989-ben megváltozott az élete, saját szavaival élve: megtért Jézus Krisztushoz, akinek átadta az életét, hangját, tehetségét, hogy Istent szolgálja további életében. Azóta a Hit Gyülekezete dicséret zenekarának az énekese, rendszeresen részt vesz a Hit Gyülekezete istentiszteletein és kulturális rendezvényein, valamint a 2001 decembere óta a Magyar ATV-n minden vasárnap 11 órától közvetített Vidám Vasárnap című műsorban.
Első feleségétől két fiú gyermeke született. Jelenleg második feleségével (Krisztina) él, akivel 1981-ben ismerkedett meg. Öt gyermeket nevelnek.